# Маслянокисле бродіння

Схема реакцій маслянокислого бродіння

Маслянокисле бродіння — метаболічний шлях перетворення органічних речовин облігатно анаеробних бактерій, кінцевими продуктами якого є АТФ, а також масляна кислота, бутанол, ацетон, ізопропанол, етанол, оцтова кислота, вуглекислий газ і водень. Цей тип метаболізму характерний в основному для бактерій роду Clostridium, таких як C.pasteurianum, C.buryricum, C.acetobutylicum, C.pectinovorum, а також мешканців рубця жуйних тварин Butyrivibrio і бактерій мікробіоти кишки людини Eubacterium та Fusobacterium. Маслянокисле бродіння відкрив Луї Пастер у 1861 році.

## Реакції маслянокислого бродіння
Глюкозу та інші гексози маслянокислі бактерії розкладають по гліколітичному шляху. Піруват, що утворюється декарбоксилюється до ацетил-КоА, цей процес супроводжується виділенням вуглекислого газу та відновленням ферредоксину, який взаємодіє із гідрогеназою, внаслідок чого утворюється водень. Ацетил-КоА є високоенергетичною сполукою, і його енергії достатньо для фосфорилювання АДФ, тому у частині цих молекул залишок коферменту А замінюється на фосфатну групу, яка згодом переноситься на АДФ. Ця гілка маслянокислого бродіння енергетично вигідна, оскільки дозволяє отримати 4 моль АТФ на моль глюкози (2 моль в реакціях гліколізу, ще два — під час утворення оцтової кислоти), проте вона має два суттєвих недоліки: по-перше метаболізм глюкози цим шляхом призводить до дуже різкого закислення середовища, внаслідок чого ріст бактерій може пригнічуватись, по-друге, цей шлях не дозволяє клітині окиснити відновлені переносники електронів НАДН, що утворились в ході гліколізу.
Ацетил-КоА може метаболізуватись іншим шляхом: при взаємодії двох його молекул утворюється ацетоацетил-КоА, який в ході серії реакцій перетворюється до бутирил-КоА. Ця сполука також має достатньо енергії для синтезу АТФ, тому залишок коферменту А в ній може замінюватись на фосфатну групу, після чого ця група використовується у реакції субстратного фосфорилювання АДФ. Кінцевим продуктом цієї гілки є масляна кислота. Утворення масляної кислоти дозволяє скоротити зниження pH (на 1 моль глюкози утворюється лише 1 моль кислоти), а також «позбутись» деякої кількості відновленого НАД, проте енергетичний вихід у нього менший, ніж під час утворення оцтової кислоти, — тільки три моль АТФ на моль глюкози.
Якщо внаслідок виділення органічних кислот у процесі маслянокислого бродіння pH опускається нижче 4,4 у бактерій активуються шляхи, кінцевими продуктами яких є етанол, ацетон та бутанол. В кожному із цих шляхів використовується НАДН, проте жоден із них не дає більше двох моль АТФ на моль глюкози.

## Використання маслянокислого бродіння
Використання маслянокислого бродіння у промислових масштабах почалось під час Першої світової війни. Британці потребували великої кількості органічних розчинників бутанолу (для виробництва штучної ґуми) та ацетону (як розчинник нітроцелюлози у процесі виготовлення бездимного вибухового пороху кордиту). Ці речовини добували методом піролізу деревини, при чому на виготовлення однієї тонни ацетону потрібно було витратити 80—100 т берези, буку або клену. У 1915 році молодий вчений Хаїм Вейцман розробив метод бродіння за допомогою бактерії Clostridium acetobutylicum, який дозволяв перетворювати 100 т меляси у 12 т ацетону та 24 т бутанолу. Пізніше він вдосконалив цей метод, знайшовши штам бактерій, що виділяв особливо багато потрібних розчинників. Ацетон та бутанол отримували шляхом маслянокислого бродіння до 1950—1940 років, коли цей метод був замінений дешевшим.